# Stadion am Bruchweg
El Stadion am Bruchweg fue un estadio de fútbol en Maguncia, Renania-Palatinado, donde jugaba como local el Mainz 05. Se construyó en 1929 y fue reemplazado en 2011 por el Coface Arena.
En los terrenos del estadio se encuentra además el centro de fútbol juvenil del FSV Maguncia 05.